# 蘭島川

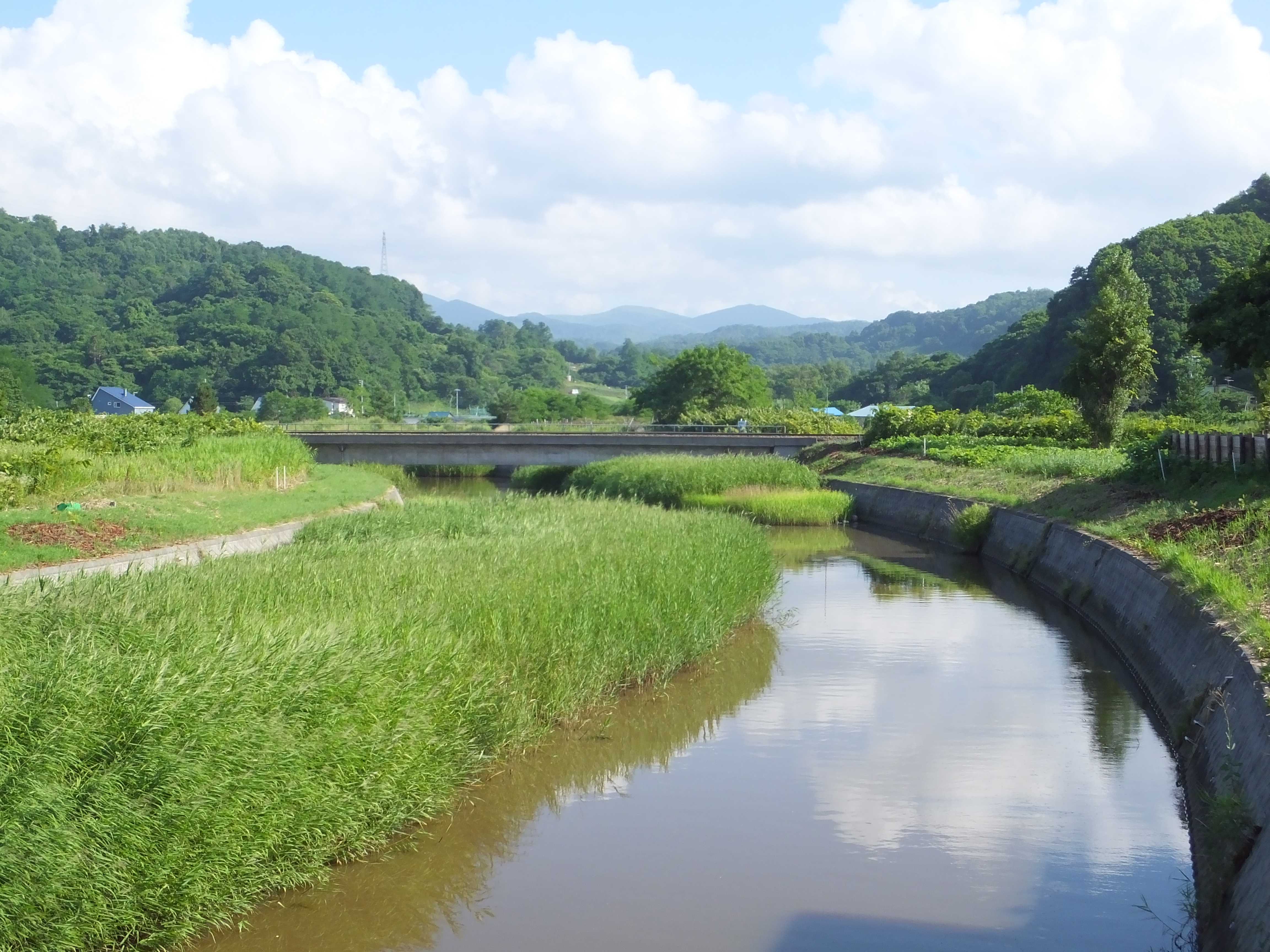
蘭島橋より上流方

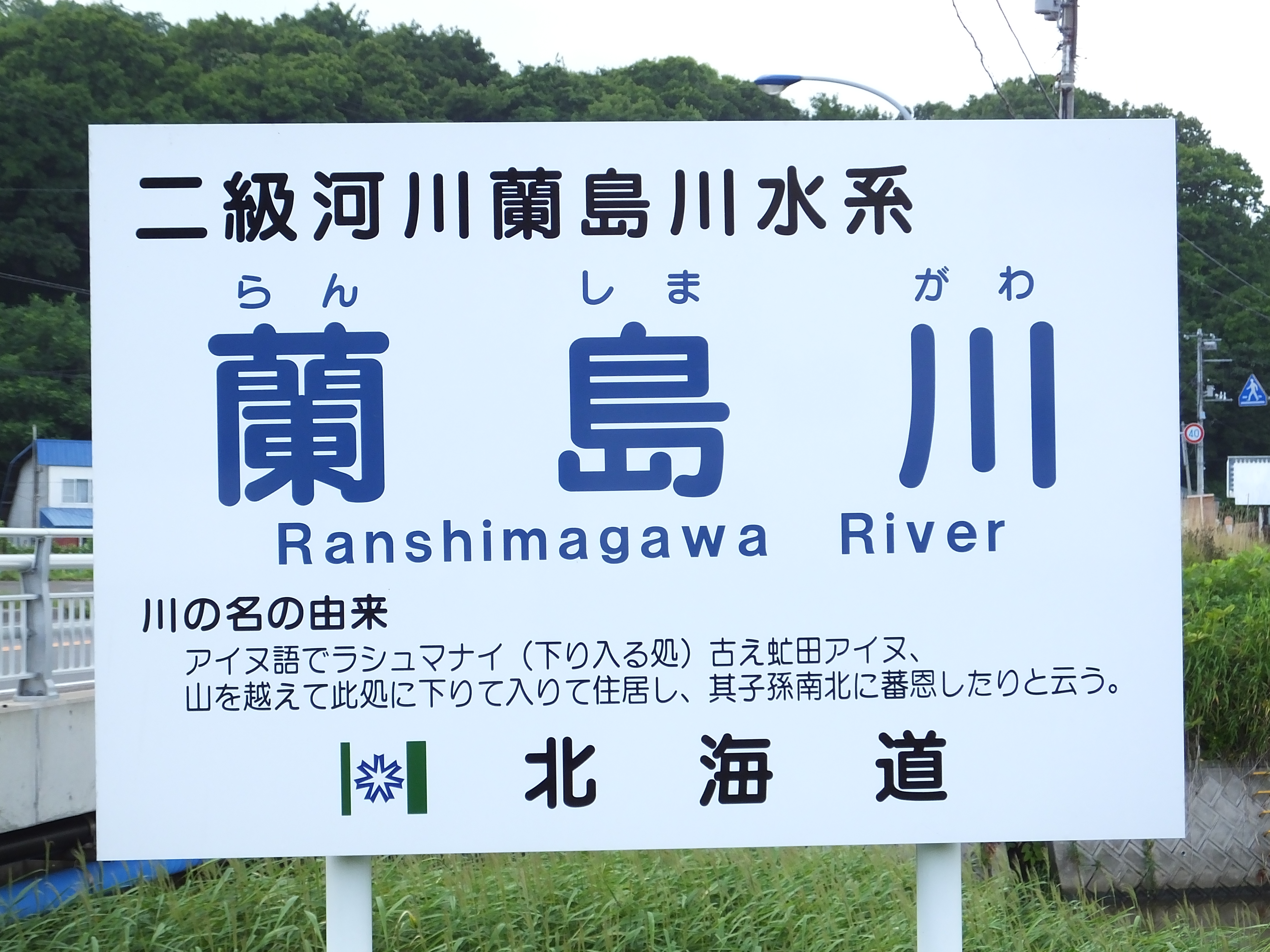
蘭島橋にある河川名標

蘭島川（らんしまがわ）は、北海道小樽市西部を流れる二級河川。蘭島川水系の本流である。

## 地理
小樽市忍路、毛無山の北西斜面に源を発し北流する。標高差は少なく、船取山東側に出ると流れは緩やかになる。周囲は忍路環状列石や地鎮山環状列石など、先史時代の史跡が多く残る。西へ曲がり地鎮社橋を過ぎると河川改修により拡幅された護岸になり、種吉沢川を合わせる。以降JR函館本線に沿って南脇を流れ、五番坂橋付近で旧河道（旧蘭島川）を分ける。すぐに南からチブタシナイ沢川を合わせると流量が増加し、蘭島駅の南脇を進む。そして更に二級河川の餅屋沢川を合わせると北へ折れ、函館本線と国道5号（羊蹄国道）を越える。旧河道と再合流すると間もなく日本海（蘭島海岸）に注ぐ。川を挟んで西側（畚部岬まで）にサンリバー海水浴場、東側に蘭島海水浴場が広がる。
流路延長8.1kmのうち、忍路2丁目（船取山南東）付近より下流4.0kmが二級河川に指定されている。河口が砂浜のため土砂が堆積し、冠水被害や魚類遡上阻害を起こすおそれがあることから「河口閉塞注意河川」に位置付けられている。

### 名称の由来
アイヌ語の「ランオシマナイ」（下り入った沢）に由来し、ラノシマナイ、ラシュマナイなど表記揺れがある。これは永田地名解のアイヌ古老説であり、虻田アイヌが山を越えて当地域に入植し、子孫が南北に住み着いたという。「ランオシマクナイ」（下り坂の後ろの川）とする説もある。

## 治水
かつて蘭島川本流は河口付近において、蘭島市街地を貫流するルートで日本海へ注いでいた。洪水防止の観点から1984年（昭和59年）に小樽土木現業所による河川改修（餅屋沢川を含む）が開始されたが、その際に蘭島遺跡・チブタシナイ遺跡・忍路5遺跡・蘭島餅屋沢遺跡など多数の遺跡が発掘されている。主な出土品は、続縄文土器・石器・鉄製器・環状錫製品など。その後1996年（平成8年）には新河道完成に合わせ旧蘭島川区間の整備が部分的に開始された。旧蘭島川においては河道変更に伴い流量が減ったため、特に夏場のヘドロや悪臭が問題となっていた。そのため汚泥処理を行った上で護岸や散策路の整備が行われている。一方本流側は1998年（平成10年）に建設省（当時）の「水辺の楽校プロジェクト」に登録され、この制度により2年後の2000年（平成12年）度に河川改修が終了している。

## 主な橋
- 蘭島橋 - 国道5号（羊蹄国道）
- JR函館本線橋梁
- モチヤ沢橋
- 五番坂橋
- 地鎮社橋 - フルーツ街道
- 曙橋（旧蘭島川）
- 旭涛橋（旧蘭島川）
- コタン橋（旧蘭島川） - 国道5号（羊蹄国道）